# Parapercis colemani
Parapercis colemani és una espècie de peix de la família dels pingüipèdids i de l'ordre dels perciformes. El seu nom específic fa referència al seu descobridor: Neville Coleman.

## Descripció
- El cos, moderadament allargat, fa 8,2 cm de llargària màxima i presenta el terç superior de color marró ataronjat i amb una sèrie longitudinal de 8 petites taques fosques de color vermell-taronja al costat superior, mentre que els dos terços inferiors són de color blanc i amb 10 franges verticals de color groc a la meitat ventral. Línia lateral amb 57-58 escates. 6 escates per sobre de la susdita línia. 3 + 11 branquiespines. Aletes pelvianes sense arribar a l'anus. Aleta caudal amb la meitat inferior arrodonida i la superior emarginada i amb un lòbul superior perllongat. 17-18 radis a les aletes pectorals. Els radis penúltims de les aletes dorsal i anal són els més allargats del conjunt. Aletes dorsal, anal i pelvianes nues. Aleta caudal amb petites escates, les quals s'estenen gairebé fins al marge posterior dels lòbuls. Aletes pectorals amb petites escates a la base. Boca gran, obliqua, formant un angle d'aproximadament 20º respecte a l'eix horitzontal del cos, sense dents palatines i amb 3 dents canines en una fila exterior a cada costat de la part davantera de les mandíbules.[3][2]

## Alimentació
El seu nivell tròfic és de 3.

## Hàbitat i distribució geogràfica
És un peix marí, demersal (entre 2 i 113 m de fondària) i de clima subtropical, el qual viu al Pacífic sud-occidental: la plataforma continental de fons sorrencs de les illes Norfolk i Lord Howe.

## Observacions
És inofensiu per als humans.